# Osrednječeški okraj
Osrednječeški okraj (češko Středočeský kraj) je administrativna enota (okraj) Češke republike. Leži na zahodu države in meji od zahoda v smeri urinega kazalca na Karlovarski okraj, Usteški okraj‎, Libereški okraj, Kralovehraški okraj, Pardubiški okraj, Visočinski okraj‎, Južnočeški okraj in Plzenski okraj. Glavno mesto je Praga, ki pa predstavlja samostojno upravno enoto in ne šteje kot del okraja. Osrednječeški okraj je tudi statistična regija ravni NUTS 2 po sistemu klasifikacije statističnih teritorialnih enot v Evropski uniji. Po površini in številu prebivalcev je največji češki okraj.
Okraj obsega osrčje zgodovinske dežele Češke v Češki kotlini, površje je pretežno ravninsko. V gospodarskem smislu predstavlja zaledje Prage, proti kateri potekajo vse glavne prometne povezave, vendar ima tudi sam nekaj industrije. Od podjetij je znan predvsem proizvajalec avtomobilov Škoda Auto s sedežem in tovarno v mestu Mladá Boleslav na severu okraja. Sicer večji delež prebivalstva kot v drugih okrajih dela v storitvenem sektorju.

## Upravna delitev
Osrednječeški okraj se nadalje deli v 12 okrožij (okres).
| Okrožje             | Prebivalcev (1. 1. 2020) | Površina [km²] | Gostota preb. [/km²] | Št. občin |
| ------------------- | ------------------------ | -------------- | -------------------- | --------- |
| Benešov (BN)        | 99.414                   | 1475           | 67                   | 115       |
| Beroun (BE)         | 95.058                   | 662            | 144                  | 85        |
| Kladno (KL)         | 166.483                  | 720            | 231                  | 100       |
| Kolín (KO)          | 102.623                  | 747            | 138                  | 90        |
| Kutná Hora (KH)     | 75.828                   | 917            | 83                   | 88        |
| Mělník (ME)         | 109.302                  | 701            | 156                  | 69        |
| Mladá Boleslav (MB) | 130.365                  | 1023           | 127                  | 120       |
| Nymburk (NB)        | 100.886                  | 846            | 119                  | 86        |
| Praga-vzhod (PH)    | 185.178                  | 755            | 245                  | 110       |
| Praga-zahod (PZ)    | 149.338                  | 580            | 257                  | 79        |
| Příbram (PB)        | 115.104                  | 1692           | 68                   | 121       |
| Rakovník (RA)       | 55.562                   | 896            | 62                   | 83        |
| Skupaj              | 1.385.141                |                |                      |           |